# Helü-Stadt
Helücheng (阖闾城遗址 „Stätte der Stadt Helü“ bzw. engl. Helü City) ist die Stätte der Stadt Helü in Wuxi in der chinesischen Provinz Jiangsu. Es war die Hauptstadt des Staates Wu in der Frühlings- und Herbstperiode. Sie wurde im Jahr 514 v. Chr. von Wu Zixu (chin.: 伍子胥) unter dem Wu-König Helü (chin.: 阖闾) gegründet. Der Herrscher Helü  (reg. 515–496), nach dem die Stadt benannt ist, war der vorletzte König des Wu-Reiches. Er fiel im Kampf gegen König Goujian von Yue (越王勾践).
Über die Gründung berichtet unter anderem das Werk Wudi ji (吴地记).